# 최일 (탁구 선수)
최일(1993년생~)은 조선민주주의인민공화국의 탁구 선수다. 2015.9월 태국 파타야에서 열린 아시아선수권대회에서 리미경선수와 함께 혼합복식 동메달을 획득하였다.